# Öresundsparken, Malmö
För andra betydelser, se Öresundsparken.
Öresundsparken är en park i Malmö.
Öresundsparken är ett långsmalt område mellan Ribersborgsstranden och Limhamnsvägen. Redan 1889 byggdes järnvägen, den så kallade Sillabanan, mellan Limhamn och Malmö. Den gick en bit utanför den dåvarande kustlinjen. Parken anlades på 1920-talet för att fylla ut området innanför järnvägen. Den invigdes 1924 och består huvudsakligen av tre dammar.

## Historia
När järnvägen anlades en bit ut i vattnet bildades det gölar med stillastående vatten som spred en obehaglig doft i området. Det beslutades att man skulle anlägga en park som lösning på problemet och redan ett år efter att järnvägen stod klar lade stadsträdgårdsmästare Johan Christian Wolff fram det första förslaget till en strandpromenad. Detta var år 1890. Wolffs förslag ser ut att ha en engelsk-romantisk-parkstil, där gölarna helt skulle fyllas igen. Parken har fått slingriga stigar som kantas av tät växtlighet. Här och där ligger öppna områden som skapar korta siktlinjer. Wolff lät även strandpromenaden vävas ihop med Slottsparken som han samtidigt skissade på. Av okänd anledning dröjde det innan man började bygga och flera förslag i olika stilar lades fram under åren.
1899 ritade Edvard Glæsel ett nytt förslag, detta i samband med arbetet av Slottsparken. I detta förslag hade Glæsel ritat in två långsmala dammar. Växtligheten var sammansatt i grupper och symmetriskt utplacerad. På ritningen kan man se att Glæsel även har ritat in två lekplatser i varsin ände av parken. Detta var något helt nydanande inom svensk stadsplanering, för samma år i Stockholm invigdes den första offentliga lekplatsen i Sverige.  
Men det var först år 1924 som parken färdigställdes, då enligt ritningar av Erik Erstad-Jørgensen som var elev till Glæsel. Förslaget hade stora likheter med det Glæsels tidigare ritat, men lekplatserna hade tagits bort och ersatts med öppna grönytor. Parken var precis som de äldre stadsparkerna, mer avsedd för promenad än motion och utgjorde en del av ett grönstråk genom Malmö.
Åren efter parkens färdigställande började Ribersborgsstranden utanför järnvägen att ta form. Med hjälp av rivnings- och schaktmassor fyllde man ut den steniga strandkanten till ett mer badvänligt djup. Därefter fraktade man sand från Falsterbo och Köge bukt och skapade en badstrand mitt i Malmö. Badstranden blev snabbt en populär tillflyktsort för stadsborna under varma sommardagar. Området utanför järnvägen har fortsatt att växa ända sedan invigningen år 1926. Då och då fylls det på med nya sandmassor, eftersom den efter tiden sköljs bort av strömmar i havet.

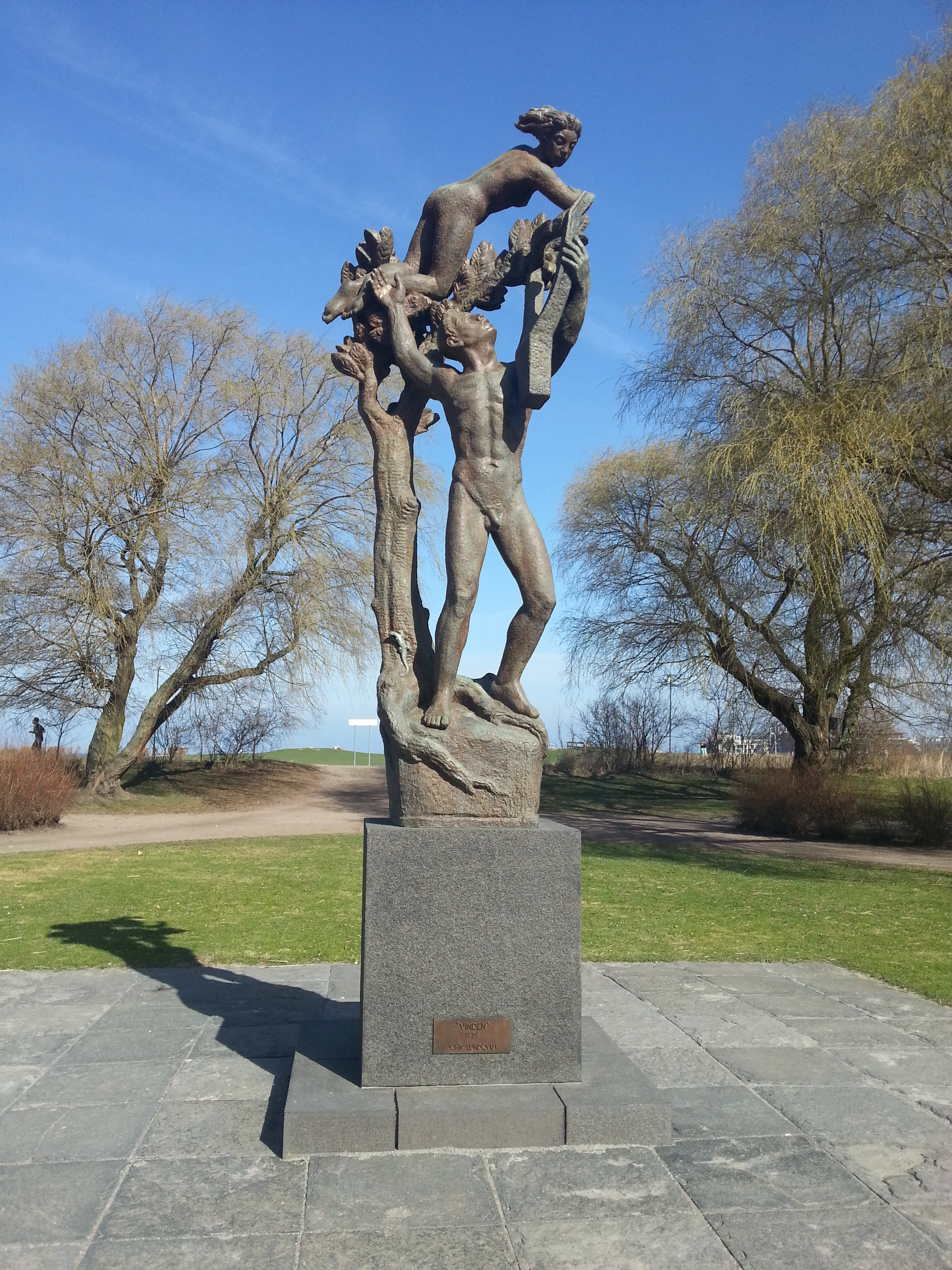
Skulpturen Vinden av John Lundqvist.

1959 fick Öresundsparken en bronsstaty som kom att pryda parkens ovala mitt, där det tidigare varit tomt. Statyn är gjord av konstnären John Lundqvist och kallas "Vinden". Lundqvist är känd för att ha en dramatik och rörelse i sin skulpturstil, vilket man tydligt kan se på denna staty. Den föreställer en man med sin lyra och en kvinna i ett träd vars hår blåser i vinden. Inför att statyn skulle sättas på plats gjordes mittendelen av parken om.